# Benedikt Jan Karel Korčian

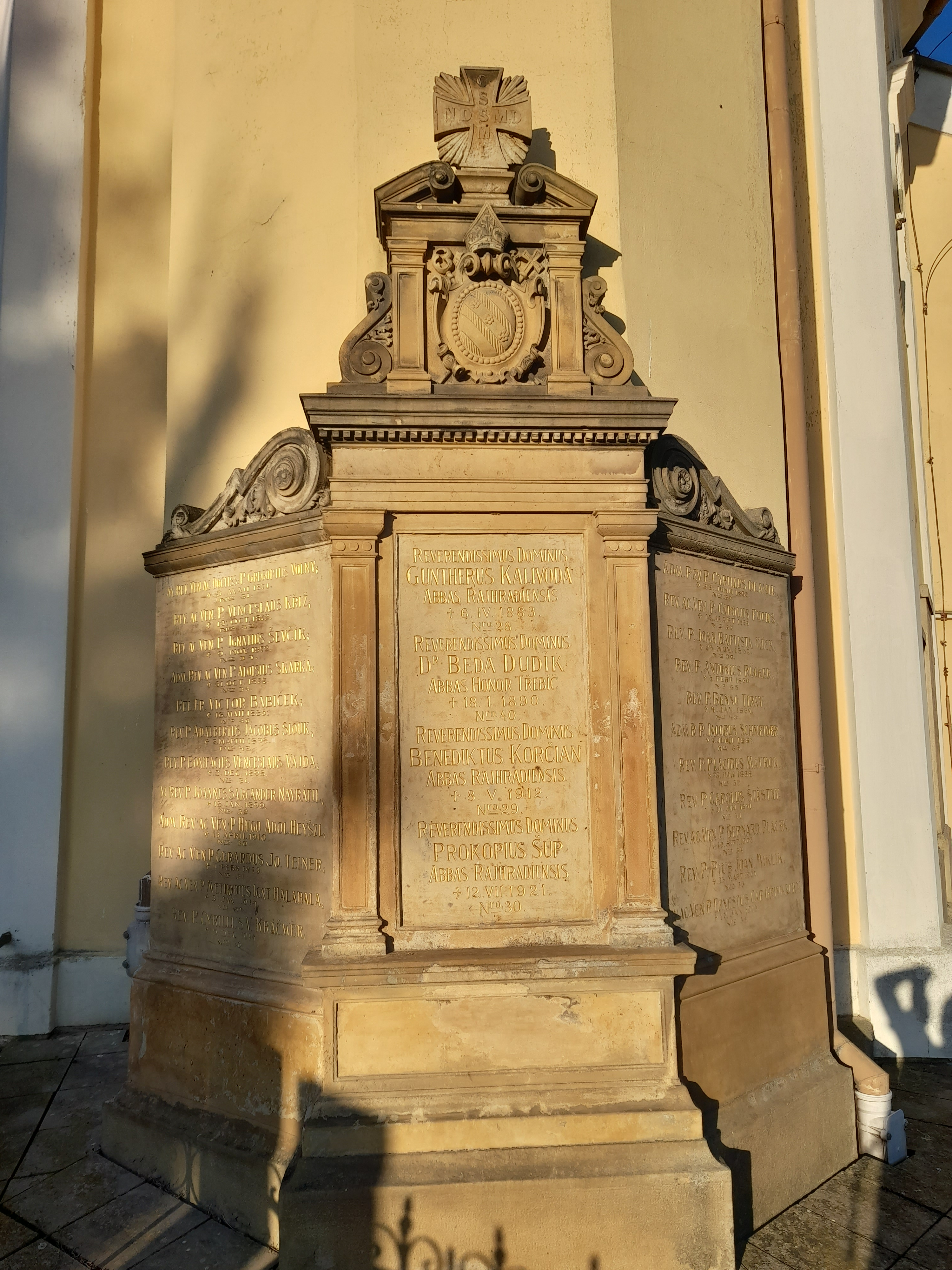
Pomník v Rajhradě

Benedikt Jan Karel Korčian OSB (13. srpna 1840 Německé Prusy - 8. května 1912 Rajhrad) byl moravský římskokatolický duchovní, opat benediktinského kláštera v Rajhradě, prelát zemský a včelař.

## Život
Narodil se 13. srpna 1840 v Německých Prusech u Vyškova do rodiny Jana a Marianny Korčianových.
Roku 1859 vstoupil do Řádu svatého Benedikta a řeholní sliby složil dne 21. března 1865, v témže roce byl vysvěcen na kněze. Svou kněžskou činnost vykonával v Rajhradě a v Uherském Brodě. Roku 1875 byl správcem římskokatolické farnosti Rajhrad a dva roky na to se stal také převorem rajhradského kláštera. Dne 26. června 1883 byl ustanoven rajhradským opatem.
Byl kulturním mecenášem a mimo duchovní činnost se věnoval také včelařství. Byl členem rajhradského čtenářského spolku Břetislav a v letech 1883 až 1900 působil jako prezident včelařského spolku v Brně.
Roku 1890 byl zvolen biskupským radou brněnské diecéze, o rok později členem zemského sněmu a panské sněmovny ve Vídni a v letech 1896 a 1902 zastával také úřad zástupce moravského zemského hejtmana. Za své četné aktivity a výrazný kulturní přínos byl roku 1898 oceněn komturským křížem řádu Františka Josefa s hvězdou.
Podílel se na opravách rajhradského kláštera a kostelu svatého Petra a Pavla daroval varhany a také zde zajistil vodovod.
Zemřel dne 8. května 1912 v Rajhradě na ochrnutí srdce. Je pochován u kostela Povýšení sv. Kříže v Rajhradě.
Je čestným občanem obce Blučiny.